# Lac de Popovica
Le lac de Popovica (en serbe cyrillique : Поповичко језеро ; en serbe latin : Popovičko jezero) est un lac de barrage situé en Serbie près de Stari Ledinci, dans la municipalité de Petrovaradin et dans la province autonome de Voïvodine.